# Next in Fashion
Next in Fashion est une émission de téléréalité et une compétition de stylisme diffusé sur Netflix depuis janvier 2020. Elle est animée par Tan France et Alexa Chung,. Durant dix épisodes, 18 stylistes professionnels s'affrontent sur des épreuves aux thèmes particuliers. En cela, l'émission se rapproche de Project Runway. Le vainqueur remporte la somme de 250 000 $ et une collection vendue par Net-a-Porter.
La série, première émission de mode de Netflix, est produite par Robin Ashbrook, Yasmin Shackleton et Adam Cooper,. Le tournage de la saison 1 s'achève en mai 2019. 
Minju Kim remporte la première édition.
La production de l'émission est arrêtée après une saison.

## Participants
Source : Radio Times.
- Minju Kim (gagnante) (VFB : Micheline Tziamalis)
- Daniel Fletcher (finaliste) (VFB : Pierre Le Bec)
- Adolfo Sanchez ()
- Claire Davis (VFB : Sophie Landresse)
- Angel Chen (VFB : Fanny Dreiss)
- Ashton Hirota (VFB : Nicolas Matthys)
- Marco Morante ()
- Charles Lu (VFB : Antoni Lo Presti)
- Carli Pearson ()
- Kianga "Kiki" Milele ()
- Farai Simoyi-Agbede (VFB : Laurence Stévenne)
- Lorena Saravia Butcher ()
- Julian Woodhouse (VFB : David Manet)
- Isaac Saqib (VFB : Philippe Allard)
- Nasheli Ortiz-Gonzalez (VFB : Esther Aflalo)
- Angelo Cruciani (VFB : Gauthier de Fauconval)
- Hayley Scanlan ()
- Narresh Kukreja ()
- Tan (VFB : Thibaut Delmotte)
- Alexa (VFB : Micheline Goethals)

## Épisodes
Episode 1 : Tapis Rouge
18 stylistes ambitieux créent en duo de fabuleux looks qui doivent éblouir sur le tapis rouge. A Monique Lhuillier et Eva Chen de juger si le glamour est au rendez-vous.
Episode 2 : Motifs et Imprimés
Attntion, le manque d'audace peut être fatal. Sous les yeux de Prabal Gurung, les concurrents imagines de nouveaux imprimés tout en évoquant leurs origines.
Episode 3 : Le costume
Observés par Phillip Lim, les stylistes tentent de garder leur sang-froid malgré les incidents de parcours afin de réaliser un costume impeccable en un jour et demi. 
Episode 4 : Streetwear
Quand l'univers urbain rencontre le fantastique... Kerby Jean-Raymond lande un défi streetwear à des participants qui ont parfois du mal à maîtriser leurs émotions.
Episode 5 : Sous-vêtements
Après une élimination surprenante, les prétendants se donnent corps et âme à un jeu de séduction face à la top modèle Adriana Lima qui juge leur créations de lingerie.
Episode 6 : Rock
Evalués par Christopher Kane et Beth Ditto, les stylistes adoptent la rock'n'roll attitude en jouant avec la fausse fourrure et le cuir, une matière dangereuse.
Episode 7 : Activewear
Alors que de grands changements s'opèrent, les concurrents créent des vêtements de sport pour les entraînements comme pour le podium, devant Josefine Åberg d'Adidas.
Episode 8 : Militaire
Le compte à rebours est lancé jusqu'au roulement de tambour. Maxwell Osbonne et Dao-Yi Chow de Public School jugent un défilé de mode aux allures de parade militaire.
Episode 9 : Denim
En demi-finale, les quatre derniers participants s'attaquent à un grand classique : le denim. Mais ils devront rivaliser d'imagination pour impressionner Tommy Hilfiger.
Episode 10 : La finale
L'émotion est à son comble lors du défi ultime : créer dix looks en seulement trois jours. Qui sera capable de créer la collection parfaite ?